# Stalag 17
Stalag 17 és un pel·lícula estatunidenca dirigida per Billy Wilder, estrenada en 1953 (també coneguda per la versió en castellà Traidor en el infierno)

## Argument
La pel·lícula conta la història de militars americans empresonats a un stalag, un camp de presoners de guerra alemany (l'«Stalag 17») durant la Segona Guerra Mundial que busquen un traïdor entre els seus i evadir-se.

## Repartiment
- William Holden: Sergent J.J. Sefton
- Don Taylor: Tinent James Dunbar
- Otto Preminger: Cor. von Scherbach
- Robert Strauss: Stanislas Kasava
- Harvey Lembeck: Harry Shapiro
- Richard Erdman: Sergent 'Hoffy' Hoffman
- Peter Graves: Price
- Neville Brand: Duke
- Sig Ruman: Sergent Johann Schulz
- Michael Moore: Manfredi
- Peter Baldwin: Johnson
- Robinson Stone: Joey
- Robert Shawley: 'Blondie' Peterson
- William Pierson: Marko
- Gil Stratton: Clarence Harvey 'Cookie' Cook (àlies Gil Stratton Jr.)
- Jay Lawrence: Bagradian
- Erwin Kalser: Geneva
- Edmund Trzcinski: 'Triz' Trzcinski

## Al voltant de la pel·lícula
La història té lloc durant la batalla de les Ardenes, el desembre de 1944. És el que se sent quan els presoners escolten la seva ràdio clandestina abans que els alemanys els la treguin.
La sèrie de televisió Hogan's Heroes (1965-71), en la qual apareix el personatge anomenat "Sergent Schultz" i el comandant, va ser acusada, ja en l'etapa prèvia a la realització, de plagi per part dels creadors de Stalag 17. El cas es va tancar amb un acord entre les parts que no es va fer públic.
Donald Bevan i Edmund Trzcinski, tots dos presoners de guerra al Stalag 17B situat a Àustria, van escriure l'obra per Broadway l'any 1951 abans que el director Billy Wilder i el guionista Edwin Blum no l'adaptessin a la pantalla. La peça va ser presentada per primera vegada el 8 de maig de 1951 al teatre de la 48a i es van fer 472 representacions. Robert Strauss, Harvey Lembeck, Robert Shawley i William Pierson han fet els seus papers en la pel·lícula. Trzcinski fa un cameo a Stalag 17 en el paper del presoner que rep una carta de la seva dona anunciant-li que ha trobat davant la seva porta un bebè que tindria els mateixos ulls que ella.
El soldat que no surt als crèdits cantant a la nit de Nadal és Ross Bagdasarian, més conegut sota el nom de 'Dave Seville', el compositor d’'Alvin and the Chipmunks'.
A destacar que el comandant del camp és interpretat pel director Otto Preminger.
Billy Wilder hauria dirigit la pel·lícula (a Calabasas a Califòrnia) amb les seves millors sabates als peus. En efecte, no pensava demanar al seu equip de treballar en el fang si ell no ho havia fet.
El paper de Sefton va ser escrit en principi per a Charlton Heston. Però el paper un cop desenvolupat va esdevenir més cínic, i es va triar Kirk Douglas (que refusà el paper), a continuació William Holden és a la ment del realitzador. Holden hauria acceptat el paper després d'haver llegit el guió de la pel·lícula. Segons altres fonts, els estudis l'haurien forçat a acceptar malgrat el fet que Wilder havia refusat d'endolcir el caràcter del seu personatge, que Holden trobava massa egoista.
Per augmentar les possibilitats d'èxit a l'Alemanya de l'Oest (un important mercat per Hollywood a l'època), un productor executiu de la Paramount va suggerir a Wilder de situar l'acció en un camp polonés abans que en un camp alemany. La mare i el sogre de Wilder van morir en els camps de concentració, i va refusar furiosament, demanant excuses a l'executiu. Com que aquest no es va excusar mai, Wilder no va perllongar el seu contracte a la Paramount.
Aquesta pel·lícula va ser un dels més grans èxits de la carrera de Billy Wilder. Mentre que esperava rebre una gran part dels beneficis de la pel·lícula, els comptables dels estudis li van comunicar que, atès que la seva última pel·lícula, El Gouffre als chimare rodada l'any 1951, havia perdut molts diners, es restarien dels beneficis de la seva nova pel·lícula. Wilder va abandonar poc temps després la Paramount.
Finalment, les escenes de la pel·lícula van ser rodades en l'ordre del guió.

## Premis i nominacions

### Premis
- 1954. Oscar al millor actor per William Holden. A la cerimònia de lliurament del premi, Holden va dir només: "Gràcies".

### Nominacions
- 1954. Oscar al millor director per Billy Wilder
- 1954. Oscar al millor actor secundari per Robert Strauss.[4]